# Одруження Бальзамінова (фільм, 1964)
Про однойменний радянський телефільм див. Одруження Бальзамінова (фільм, 1989)
«Одру́ження Бальзамі́нова» (рос. «Женитьба Бальзаминова») — радянський художній фільм, знятий за мотивами трилогії російського письменника Олександра Островського «Святковий сон до обіду», «Одруження Бальзамінова (За чим підеш, то й знайдеш)», «Свої собаки гризуться, чужий не приставай!».

## Сюжет
Дія фільму відбувається в Москві, в XIX столітті. Дрібний чиновник Міша Бальзамінов (Георгій Віцин) і його матінка (Людмила Шагалова) мріють про шлюб за розрахунком.
Бальзамінов, ще не піднявшись з ліжка, розгадує значення сну, який обіцяє швидке одруження. Вирішуючи, що сон повинен збутися, Михайло виходить на двір, вмитися. У цей час до них приїжджає сваха і розповідає, що вона знайшла Міші наречену, і що сімейство Бальзамінових запрошено до сімейства нареченої, до Нічкіних. Збираючись до Нічкіних, Бальзамінов вже починає мріяти про те, як витратить посаг.
Бальзамінов з матінкою йдуть пішки, через всю Москву, до Нічкіних. По дорозі матінка, бажаючи представити сина нареченій у вигіднішому світлі, вчить його французьким, на її думку, словам: «променаж», «гольтепа», «ассаже».
У будинку Нічкіних чекають гостей. Подруга Капочки (Жанна Прохоренко), Устенька (Людмила Гурченко), інструктує Капочку, щоб та була сміливіша з нареченим.

## Особливості екранізації
- Георгію Віцину, який грав, за задумом картини, молодого (25 років) чоловіка Бальзамінова, на момент зйомок було 46 років.
- Фільм знімався в Суздалі.

## У ролях
- Георгій Віцин — Михайло Дмитрович Бальзамінов
- Людмила Шагалова — Павла Петрівна Бальзамінова, матінка Миші
- Лідія Смирнова — Килина Гаврилівна Красавіна, сваха
- Катерина Савінова — Мотрона, куховарка
- Жанна Прохоренко — Капочка Неуєдова
- Людмила Гурченко — Устінька, подруга капочки
- Тамара Носова — Нічкіна, мати капочки
- Микола Крючков — Неуєдов, дядько капочки
- Ролан Биков — Лук'ян Лук'янович Чебаков
- Інна Макарова — Анфіса Піжонова
- Надія Румянцева — Раїса Піжонова
- Тетяна Конюхова — Химка, дворова дівка Піжонових
- Нонна Мордюкова — Домна Євстигніївною Бєлотєлова, купчиха
- Григорій Шпігель — городовий

## Знімальна група
- Режисер: Костянтин Воїнов
- Сценарій: Олександр Островський, Костянтин Воїнов
- Оператор: Георгій Купріянов
- Художник: Фелікс Ясюкевіч
- Композитор: Борис Чайковський
- Диригент: Емін Хачатурян
- Звукооператор: Володимир Крачковський

## Нагороди і примітки
- Державна премія РРФСР імені братів Васильєвих (1973)
- Прокат — 19.4 млн глядачів